# Spargania sublactea
Spargania sublactea är en fjärilsart som beskrevs av W. Warren 1904. Spargania sublactea ingår i släktet Spargania och familjen mätare. Inga underarter finns listade i Catalogue of Life.